# Miroslav Matiaško
Miroslav Matiaško (ur. 14 lipca 1982 w Handlovej) – słowacki biathlonista, wicemistrz świata juniorów w biegu indywidualnym oraz wicemistrz Europy w sprincie. Uczestnik zimowych igrzysk olimpijskich 2010 w Vancouver.

## Osiągnięcia

### Zimowe Igrzyska Olimpijskie
| Rok  | Miejscowość | Konkurencje | Konkurencje | Konkurencje | Konkurencje | Konkurencje | Konkurencje | Konkurencje |
| Rok  | Miejscowość | IN          | SP          | PU          | MS          | RL          | MR          | SR          |
| ---- | ----------- | ----------- | ----------- | ----------- | ----------- | ----------- | ----------- | ----------- |
| 2006 | Turyn       | 38.         | 51.         | 49.         | nd.         | 14.         | nd.         | –           |
| 2010 | Vancouver   | 47.         | 76.         | nd.         | nd.         | 15.         | nd.         | –           |
| 2014 | Soczi       | 57.         | nd.         | nd.         | nd.         | 12.         | nd.         | –           |

### Mistrzostwa świata
| Rok  | Miejscowość          | Konkurencje | Konkurencje | Konkurencje | Konkurencje | Konkurencje | Konkurencje | Konkurencje |
| Rok  | Miejscowość          | IN          | SP          | PU          | MS          | RL          | MR          | SR          |
| ---- | -------------------- | ----------- | ----------- | ----------- | ----------- | ----------- | ----------- | ----------- |
| 2003 | Chanty-Mansijsk      | 69.         | 67.         | –           | –           | –           | 14.         | –           |
| 2004 | Oberhof              | 33.         | 66.         | –           | –           | –           | 10.         | –           |
| 2005 | Hochfilzen           | 93.         | –           | –           | –           | –           | 14.         | –           |
| 2006 | Pokljuka             | –           | –           | –           | –           | –           | 25.         | –           |
| 2007 | Anterselva           | 37.         | 82.         | –           | –           | –           | 15.         | –           |
| 2008 | Östersund            | 80.         | 72.         | –           | –           | –           | 9.          | –           |
| 2009 | Pjongczang           | 35.         | –           | –           | –           | –           | 23.         | –           |
| 2011 | Chanty-Mansyjsk      | 82.         | 90.         | –           | –           | 18.         | 12.         | –           |
| 2012 | Ruhpolding           | –           | 74.         | –           | –           | –           | –           | –           |
| 2013 | Nové Město na Moravě | 32.         | 58.         | 55.         | –           | 10.         | –           | –           |
| 2015 | Kontiolahti          | 45.         | 74.         | –           | –           | 11.         | –           | –           |
| 2016 | Oslo                 | 76.         | –           | –           | –           | –           | –           | –           |

### Puchar Świata
| Sezon     | Miejsce |
| --------- | ------- |
| 2008/2009 | 103.    |
| 2010/2011 | 73.     |
| 2012/2013 | 69.     |
| 2014/2015 | 89.     |
| 2015/2016 | 98.     |

### Mistrzostwa świata juniorów
| Rok  | Miejscowość     | Konkurencje | Konkurencje | Konkurencje | Konkurencje | Konkurencje | Konkurencje | Konkurencje |
| Rok  | Miejscowość     | IN          | SP          | PU          | MS          | RL          | MR          | SR          |
| ---- | --------------- | ----------- | ----------- | ----------- | ----------- | ----------- | ----------- | ----------- |
| 2001 | Chanty-Mansyjsk | 40.         | 44.         | 30.         | nd.         | 6.          | nd.         | –           |
| 2002 | Ridnaun         | 5.          | 29.         | 33.         | nd.         | 4.          | nd.         | –           |
| 2003 | Kościelisko     | 2.          | 8.          | 14.         | nd.         | 6.          | nd.         | –           |

### Mistrzostwa Europy
| Rok  | Miejscowość          | Konkurencje | Konkurencje | Konkurencje | Konkurencje | Konkurencje | Konkurencje | Konkurencje |
| Rok  | Miejscowość          | IN          | SP          | PU          | MS          | RL          | MR          | SR          |
| ---- | -------------------- | ----------- | ----------- | ----------- | ----------- | ----------- | ----------- | ----------- |
| 2001 | Haute Maurienne      | 9.          | 13.         | 12.         | nd.         | 6.          | nd.         | –           |
| 2002 | Kontiolahti          | 21.         | 26.         | 17.         | nd.         | –           | nd.         | –           |
| 2003 | Forni Avoltri        | 8.          | 2.          | 9.          | nd.         | 11.         | nd.         | –           |
| 2004 | Mińsk                | 30.         | 44.         | 38.         | nd.         | –           | nd.         | –           |
| 2006 | Langdorf-Arberse     | 14.         | 40.         | 19.         | nd.         | 4.          | nd.         | –           |
| 2007 | Bansko               | 10.         | 16.         | 9.          | nd.         | 8.          | nd.         | –           |
| 2008 | Nové Město na Moravě | 46.         | –           | –           | nd.         | –           | nd.         | –           |
| 2015 | Otepää               | 47.         | 42.         | 44.         | nd.         | 6.          | nd.         | –           |

### Puchar IBU
| Sezon     | Miejsce |
| --------- | ------- |
| 2005/2006 | 70.     |
| 2006/2007 | 33.     |
| 2008/2009 | 56.     |